# 松木良方
松木 良方（まつき よしかた、1949年〈昭和24年〉3月19日 - 2018年〈平成30年〉11月10日）は、日本の舞台俳優。シェイクスピア・シアター、劇団AUNに所属していた。

## 出演

### 舞台
- ジョン王（1993年） - ジョン王 役
- リア王（2000年[3]） - グロスター伯爵 役
- リア王（2001年） - グロスター伯爵 役[4]
- ハムレット（2002年） - クローディアス 役
- 新ハムレット（2002年） - ポローニヤス 役
- リチャード三世（2002年） - クラレンス公ジョージ、大司教、ハーバート 役[5]
- マクベス（2003年） - シーワード、門番 役[6]
- 尺には尺を（2005年） - バーナーダイン 役[7]
- 夏の夜の夢（2005年） - クインス 役[8]
- ハムレット 2006（2006年） - クローディアス 役
- じゃじゃ馬ならし（2007年） - カーティス 役[9]
- リチャード三世（2008年） - クラレンス公ジョージ 役[10]
- マクベス（2008年） - 将校、門番 役[11]
- アントニーとクレオパトラ（2009年[12]） - 占い師 役
- 男舞（2011年[13]）
- 冬物語（2013年） - 老羊飼い 役[14]

### 映画
- 竜二Forever（2002年3月2日公開、監督：細野辰興、アミューズピクチャーズ）[15]